# Civray-sur-Esves
Civray-sur-Esves is een gemeente in het Franse departement Indre-et-Loire (regio Centre-Val de Loire) en telt 200 inwoners (2005). De plaats maakt deel uit van het arrondissement Loches.

## Geografie
De oppervlakte van Civray-sur-Esves bedraagt 13,5 km², de bevolkingsdichtheid is 14,8 inwoners per km².
De onderstaande kaart toont de ligging van Civray-sur-Esves met de belangrijkste infrastructuur en aangrenzende gemeenten.

## Demografie
Onderstaande figuur toont het verloop van het inwonertal (bron: INSEE-tellingen).